# Kreuzspitze (Schobergruppe)
Die Kreuzspitze ist ein 2937 m ü. A. hoher Berggipfel der Schobergruppe in Osttirol (Österreich). Der abgelegene, kaum besuchte Gipfel wurde erstmals am 26. Juli 1902 von L. Patera bestiegen.

## Lage
Die Kreuzspitze liegt am Ende des Hochschober-Westkamms im äußersten Westen der Schobergruppe an der Gemeindegrenze zwischen Kals am Großglockner im Norden und St. Johann im Walde im Süden. Der Gipfel besteht aus dem Ostgipfel, einem mittleren Gipfel sowie dem westlichen Turm. Die drei Gipfel erstrecken sich zwischen dem Riegelkopf (2713 m ü. A.) im Nordwesten und dem Westgipfel der Leibnitzer Rotspitzen (2979 m ü. A.) im Nordosten. Der Südwestgrat der Kreuzspitze führt zum Oberen Tor (2755 m ü. A.), südöstlich befindet sich zudem die Zutrugenspitze (2662 m ü. A.). Nördlich der Kreuzspitze liegen das Quellgebiet des Staniskabachs sowie die Staniskaalm, südlich fallen die Abhänge der Kreuzspitze ins Tal des Leibnitzbachs ab, wo sich die Leibnitzalm befindet. Nächstgelegene Schutzhütte ist die südöstlich im Leibnitztal gelegene Hochschoberhütte. Nächstgelegene Ortschaft ist Oberleibnig (Gemeinde St. Johann im Walde).

## Aufstiegsmöglichkeiten
Der Normalweg auf die Kreuzspitze führt von der Hochschoberhütte zunächst kurz markiert nach Norden. Im Bereich eines Moränenwalls zweigt der Anstieg nach Westen ab und führt in das Kar zwischen Kleinem Schöberl und Zilinkopf. Aus dem Kar ist in der Folge das unbedeutende Zilinschartl erreichbar. Vom Zilinschartl führt der Anstieg weiter in das Zutrugenkar. Über das Zutrugenkar gelangt man in nordwestlicher Richtung zu einem steilen, gratdurchsetzten Hang, der zum tiefsten Punkt östlich der Kreuzspitze führt. Über den Ostgrat gelangt man zunächst unschwierig zum Ostgipfel. Der Weitergang zum mittleren Gipfel erfordert auf Grund der tiefen Einschartung Klettererfahrung (II). Auch der westliche Turm ist nur über eine Scharte zu erklettern.